# Andreas Boeskov
Andreas Boeskov (født 1980 i Kalundborg) er en prisvindende dansk børnebogsforfatter. Han er kendt for at have skrevet serien De glemte vogtere, som er udkommet på Gyldendal, samt serien Skyggedetektiverne, som er udkommet på Politikens Forlag.

## Karriere
Andreas Boeskov arbejdede flere år, 2002 - 2017, i teaterbranchen på fx Teater FÅR302, Det Kongelige Teater, Aveny-T, Scenit og i egen virksomhed Kulturkontoret, inden for administration og formidling, men debuterede i 2022 på Gyldendal med De glemte vogtere.

## Hæder
- 2022: Årets Danske Fantasydebut, Fantasyfestivalen, Dansk Fantasy og The Fantasy Fellowship[3].
- 2022: Nomineret til Orlaprisen for Bedste Handling[4]
- 2023: Vinder af en af Orlastatuetterne i genren Fantasy[5]